# Hetty Green

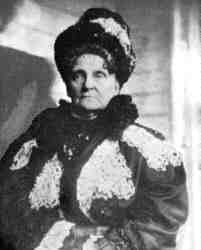
„Hetty“ Green

Henrietta Howland Robinson Green, geborene Robinson und genannt Hetty, (* 21. November 1834 in New Bedford/Massachusetts; † 3. Juli 1916 in New York City) war eine amerikanische Geschäftsfrau während der großen Blütezeit der amerikanischen Wirtschaft vor dem Ersten Weltkrieg. Sie gilt als die erste große Geschäftsfrau der Wall Street und wurde oft als „Witch of Wall Street“ bezeichnet, weil sie für zwei Dinge besonders bekannt war: ihre Fähigkeit Geld zu verdienen und die Unfähigkeit, es wieder auszugeben.

## Leben
Sie verbrachte ihre Kindheit bei ihrem Vater, einem Quäker, und beobachtete ihn bei der Arbeit, da ihre Mutter stetig krank war. Ihrer Familie gehörte eine größere Walfangflotte, und sie lernte schon früh den Umgang mit Aktien und Wertpapieren. Mit sechs Jahren las sie schon Wirtschaftszeitungen und eröffnete ihr eigenes Bankkonto. Im Alter von 13 wurde ihr die Erledigung der Buchführung für die Familiengeschäfte übertragen, und als ihr Vater 1865 starb, hinterließ er ihr ein Vermögen von 7,5 Mio. US-Dollar. Sie ging nach New York City und investierte an der Wall Street. In der Folge wurde sie zu einer der reichsten und zugleich am meisten gehassten Frauen der Welt.
1868 heiratete sie den Multimillionär Edward Green. Mit ihm hatte sie die zwei Kinder Ned und Sylvia Green.

## Sparsamkeit
Hetty Green war berühmt für ihre Sparsamkeit. Trotz ihres Reichtums aß sie immer in den billigsten Restaurants und trug stets die gleichen Kleider. In besonders negativen Schlagzeilen wurde ihr nachgesagt, dass sie aus Geiz keinen Arzt konsultieren wollte, nachdem ihr Sohn Ned sich das Knie schwer verletzt hatte. Neds Bein musste später amputiert werden. Dieser Zusammenhang ist jedoch historisch nicht belegt.
Sie starb 1916 und hinterließ ihren Kindern 100 Mio. US-Dollar, unter Berücksichtigung der Inflation entspricht dies einem heutigen Wert von 2.548.000.000 US-Dollar.